# Chimes
Pour les articles homonymes, voir Chime.

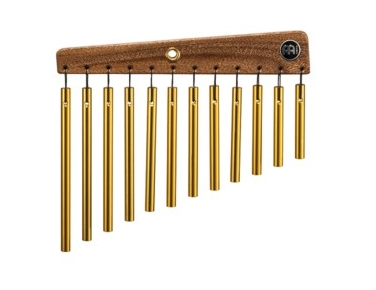
Chimes de Meinl

Les chimes, aussi appelés "bar chimes" ou "rivière", sont des cloches tubulaires disposées verticalement. Dans la plupart des cases, ils peuvent être à consonance spécifique et accordés chromatiquement.
Ils appartiennent aux idiophones, dont le son est produit par la vibration de l'instrument lui-même. Plus précisément, il s'agit d'un idiophone métallique au son irrégulier.
Les chimes sont nés au IIIe siècle av. J.-C., dans les territoires de la Mésopotamie. Leur sonorité a également utilisée dans les représentations dramatiques grecques.